# Барновець (Поморське воєводство)
Барновець (пол. Barnowiec, нім. Reinfeld) — село в Польщі, у гміні Колчиґлови Битівського повіту Поморського воєводства.
Населення — 234 особи (2011).
У 1975-1998 роках село належало до Слупського воєводства.

## Демографія
Демографічна структура станом на 31 березня 2011 року:
|          | Загалом | Допрацездатний вік | Працездатний вік | Постпрацездатний вік |
| -------- | ------- | ------------------ | ---------------- | -------------------- |
| Чоловіки | 111     | 37                 | 64               | 10                   |
| Жінки    | 123     | 32                 | 69               | 22                   |
| Разом    | 234     | 69                 | 133              | 32                   |